# ヤン・ピュッツ

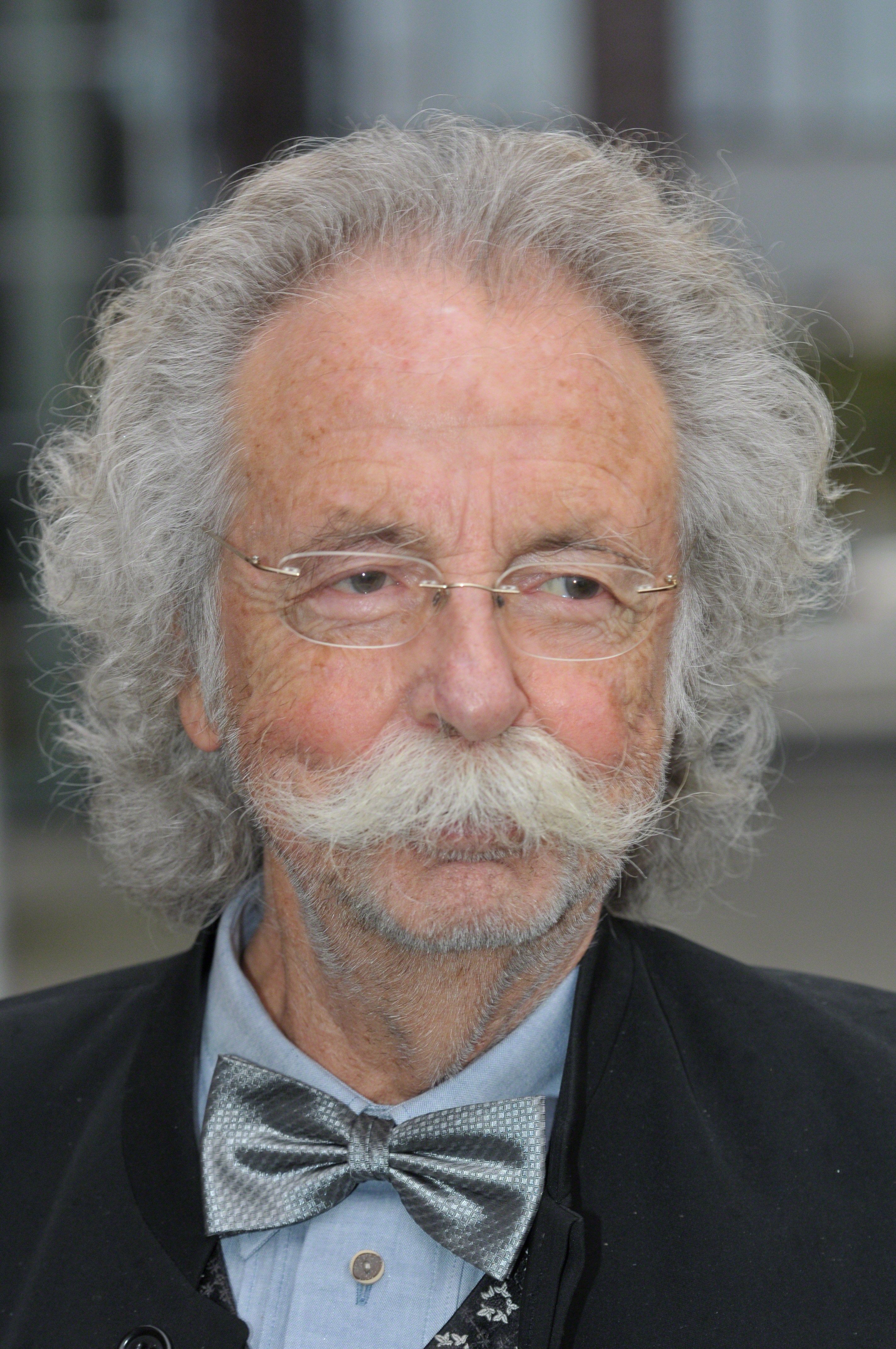
ヤン・ピュッツ、2013年撮影。

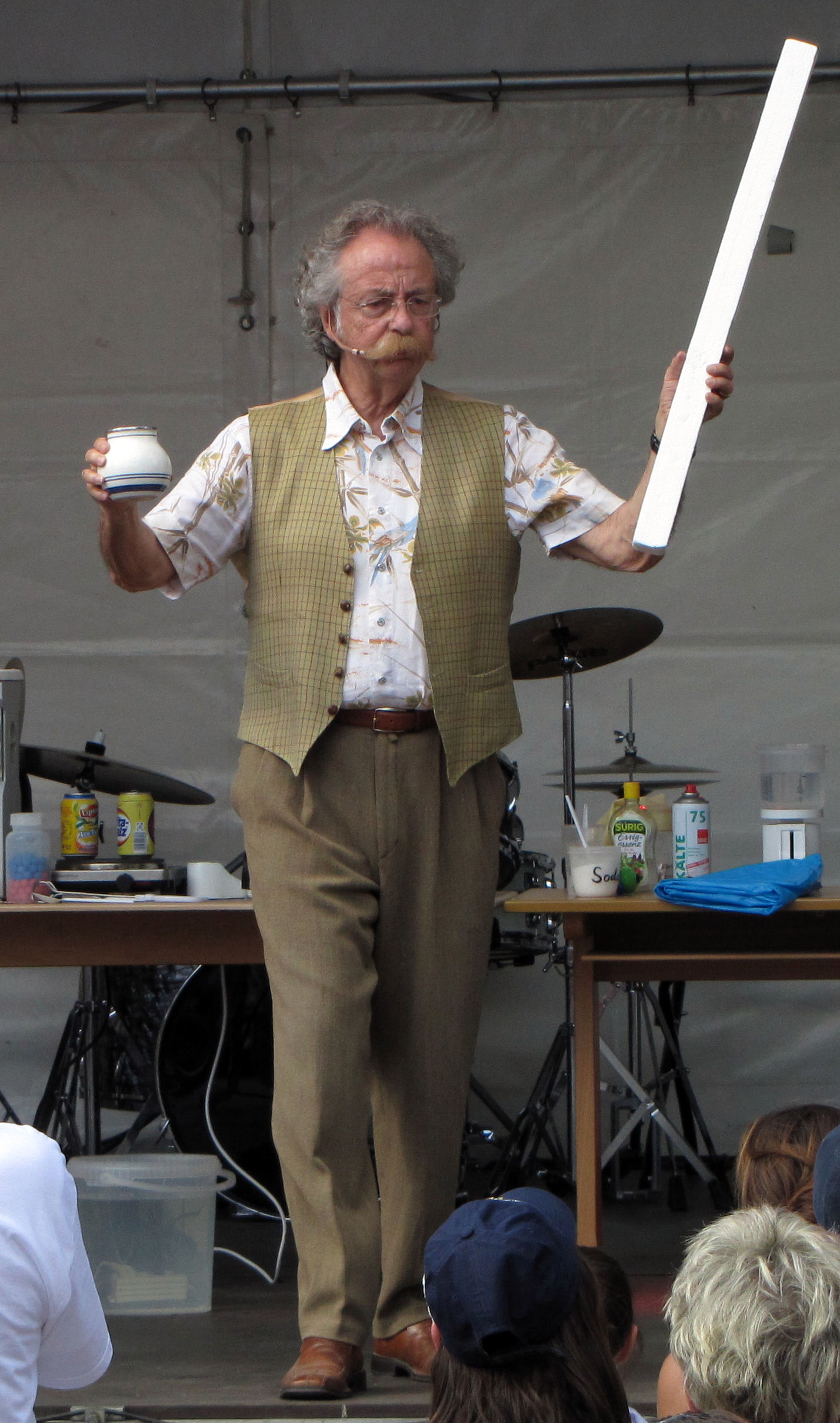
アンダーナッハの間欠泉体験センターの開所行事におけるヤン・ピュッツ、2009年。

ヤン・ピュッツ（Jean Pütz、1936年9月21日 - ）は、ケルンに生まれ、ルクセンブルクで育った、ドイツの科学ジャーナリスト、テレビ司会者。

## 生い立ちなど
ピュッツは少年期から青年期にかけて、ルクセンブルクのレーミヒとルクセンブルク市で育った。
電気関係の技術者を目指し、ケルン工学校（Kölner Ingenieurschule：ケルン専門大学の前身）に学び、通信工学を修めて卒業した。その後、アビトゥーア取得後レベルの成人用第二教育校において教員のための物理学と数学を修めた。また、並行して、社会学と国民経済も学んだ。
ヤン・ピュッツは、2000年に3度目の結婚をした。彼は、最初の妻との間に1959年生まれの息子を、また、3番目の妻との間に1999年生まれの息子と2010年生まれの娘をもうけ、さらに3番目の妻の連れ子が2人いる。ピュッツは、デュッセルドルフのアンゲルムント地区に、ヴァルドルフ教育（シュタイナー教育）の学校を新設した。

## ジャーナリスト、司会者としての経歴
1970年から2001年まで、ヤン・ピュッツは、西ドイツ放送 (WDR) の常勤編集者となり、程なくして科学・技術分野の番組編集の中心となった。彼は『Einführung in die Elektronik』（エレクトロニクス入門）という番組の司会を務め、後には『Wissenschaftsshow』（科学ショー）の司会も務めた。彼の知名度を上げたのは、『Hobbythek』（趣味の技術）、環境問題を取り上げた『Dschungel』（ジャングル）、『Globus』（地球）といった番組で、いずれも既に終了している。
定年退職の年齢である65歳となった後も、ピュッツは、3年間にわたってフリーランスとして番組に関わり続けた。2004年12月29日には、彼のための特別番組がWDRで放送された。
2005年初めから、ピュッツは、第2ドイツテレビ (ZDF) の朝の情報番組『Volle Kanne – Service täglich』で働き始めた。2007年5月からは、TechniTipp-TVで『TechniThek』という番組を始め、かつての『Hobbythek』と同じように、技術分野とメディアの関係を視聴者に解説している。
2007年1月から、ピュッツは、『Pützmunter-Show』という興行をドイツの国内外で行なっている。それは、様々な公開/非公開の場所で科学実験を披露するものである。また、『Pützmunter-Energie-Show』（エネルギー・ショー）、『Pützmunter-Koch-Show』（料理ショー）といった名称も用いられている。
ピュッツは、ピエール・M・クラウゼの番組『Es geht um mein Leben!』に、架空の隣人として時折登場した。
ピュッツは、そのジャーナリストとしての活動に対して、多数の賞を与えられている。さらに彼は著作家でもあり、30年間に60冊の著書を出している。彼はまた、ノルトライン＝ヴェストファーレン青年新聞の理事会メンバーのひとりでもある。

## その他
1997年以降、ヤン・ピュッツは、ノルトライン＝ヴェストファーレン自然・郷土・文化保全財団のスポンサーのひとりとなっている。彼はモンシャウ近郊のペルレン川・フルツ川自然保護区の活動を特に支援している。
ピュッツは、自然科学を応用した様々な家庭用品も開発しており、例えば、オレンジ油から抽出されるテレビン油の混合物、自然な歯磨き粉、甘味料などがある。『Hobbythek』で扱ったものの中からは、番組名を冠して商品化されたものもいろいろあった。2007年9月21日から、ピュッツは、G DATA Software社の顧問のひとりとなった。映画『ファインディング・ニモ』や『ナイト ミュージアム2』では、ドイツ語版の吹き替えに参加した。
2008年7月、ピュッツは、ミュラー・ミルクのミルクライス（ライスプディング）のテレビ広告に登場した。2009年のドイツ連邦議会選挙の際には、第一投票（小選挙区）でドイツキリスト教民主同盟 (CDU) に投票した上で、第二投票（比例代表投票）で自由民主党 (FDP) への投票を呼びかける「黒黄運動 (die Initiative Schwarz-Gelb)」（黒はCDU、黄はFDPのシンボル色）に参加した。2018年エドゥアルト・ライン財団文化賞受賞。